# Bay Street

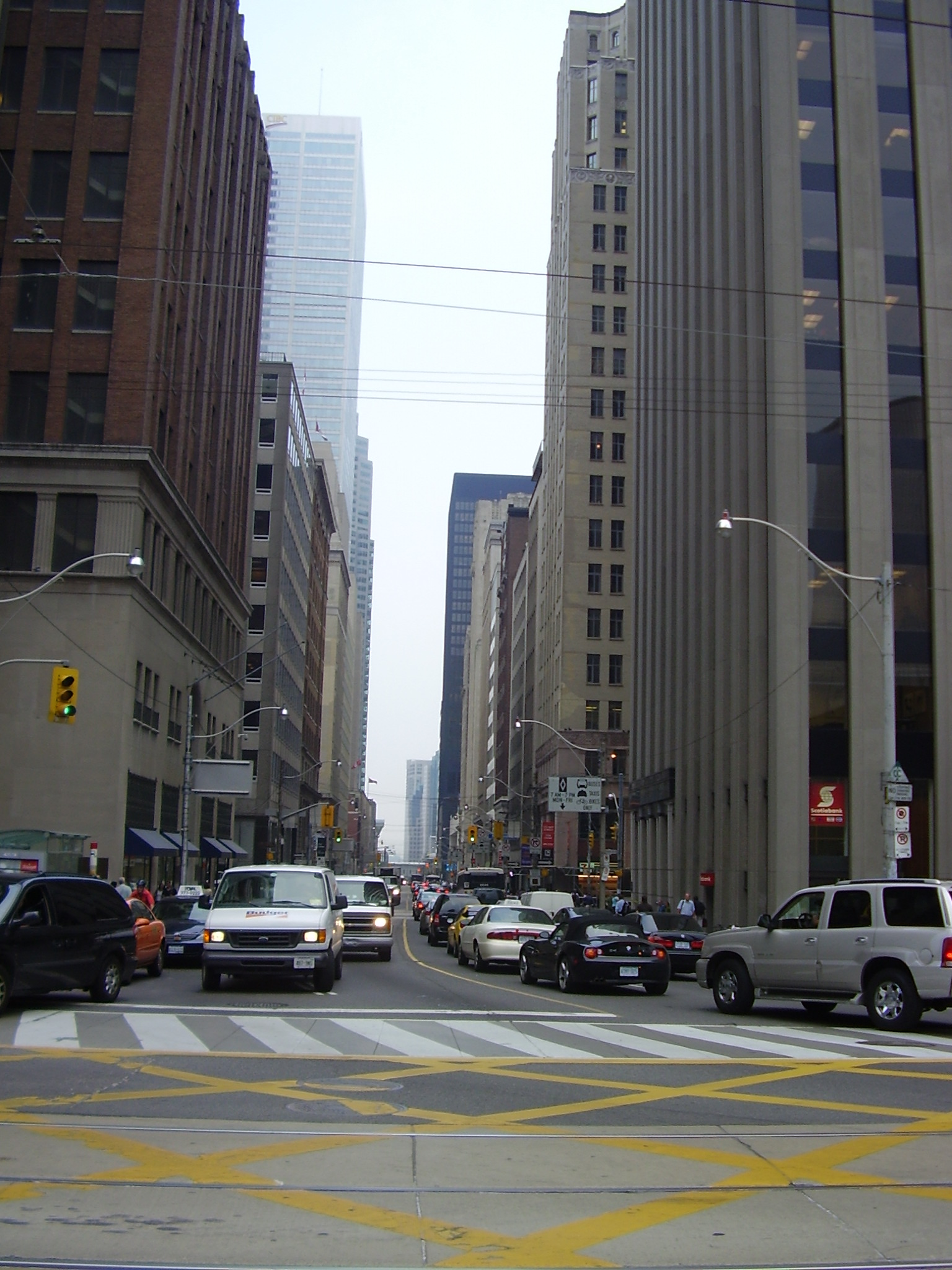
Bay Street.

Bay Street – ulica w centrum Toronto (Kanada), w dzielnicy Financial District. Czasami używa się jej nazwy, jako synonim dzielnicy. Znajduje się tu ponad 25 wieżowców mieszczących siedziby wielkich korporacji i gigantyczne domy towarowe, a także kanadyjskie giełdy papierów wartościowych, w tym największą Toronto Stock Exchange.
Skrzyżowanie ulic Bay i King, przy którym wyrastają biurowce 4 z 5 największych banków kanadyjskich zwane jest Mint Corner, czyli "róg mennic". Na ulicy znajduje się druga pod względem wielkości giełda w Ameryce Północnej, zaraz po NYSE z Wall Street. Toronto Stock Exchange (TSE) jest otwarta dla turystów, można nawet rozmawiać z byłymi operatorami parkietu. Giełda znajduje się w kompleksie biurowym First Canadian Place, gdzie wznosi się także najwyższy biurowiec o wysokości 72 pięter.
Kiedyś centrum bankowe znajdowało się w Old Town of York - także na King St., ale na wschód od dzisiejszego kwartału i w pobliżu St. Lawrence Market. W XIX wieku przemieściło się w okolice Yonge St., a po wzniesieniu Old City Hall, inwestorów i bankowców zaczęła przyciągać obecna lokalizacja. W 1906 powstał pierwszy budynek, który można było na ówczesne standardy zaliczyć do drapaczy chmur. Był to 15 piętrowy Trader's Bank przy 67 Yonge St. 